# Crestomatia
La crestomatia (del grec antic χρηστομάθεια, khrēstomátheia desig d'aprendre = χρηστός “útil” + μανθάνω “aprendre”), és a dir alguna cosa que és útil per aprendre) és el gènere literari que consisteix en una selecció dels millors fragments d'una obra literària, autor, autors, una època, un gènere literari o una literatura, a fi de fer-se una idea total del mèrit i valor d'aquests. Aquesta denominació va ser donada per primera vegada per Hel·ladi de Cesarea en el segle iv a un conjunt de trossos literaris grecs molt selectes, i en el segle següent per Procopi de Cesàrea. Des del segle xvi es van multiplicar les crestomaties, però amb un ús més didàctic, perquè eren destinades especialment als estudiants que necessitaven exercitar-se en la traducció d'una llengua mitjançant una antologia dels seus textos més representatius.
Les crestomaties es donen especialment per als estudiants de llengües antigues, com l'hebreu, grec i llatí. Normalment per a l'estudi de l'hebreu bíblic, s'utilitzen com a crestomatia els primers capítols del llibre del Gènesi.

## Exemples de crestomaties
- Crestomatia de Procle, obra perduda i d'autor desconegut, però parcialment preservada per Foci i alguns manuscrits d'Homer, que és clau per la reconstrucció dels poemes del cicle troià
- Silvestre de Sacy: Chrestomathie arabe. Ou extraits de divers écrivains arabes, tant en prose qu’en vers, à l'usage des élèves de l'école spéciale des langues orientales vivantes. Impr. impériale, Paris 1806 ff.
- Alexandre Vinet: Chrestomathie française, ou choix de morcheaux tirés des meilleurs écrivains français. Ouvrage destiné à servir d'application méthodique et progressive à un cours régulier de langue française. 3 Bände. Bâle, Neukirch 1829–1930.
- Bernhard Dorn (Hrsg.): A Chrestomathy of the Pushtū or Afghan language, to which is subjoined a glossary in Afghan and English. Imperial Academy of Sciences, St. Petersburg 1847.
- Caspar Decurtins (Hrsg.): Rätoromanische Chrestomathie. 12 Bände und ein Ergänzungsband. Junge, Erlangen 1891–1919 (als Faksimile mit Register in 15 Bänden neu hrsg. vom Octopus-Verlag bzw. von der Società Retorumantscha, Chur 1982–1986).
- Henri Sensine: Chrestomathie française du XIXe siècle. Band 1: Prosateurs. Payot, Lausanne 1898; Band 2: Poètes. Payot, Lausanne 1899.
- Frido Mětšk: Chrestomatija dolnoserbskego pismowstwa. Pokazki z dolnoserbskeje literatury w imperialistiskej Nmskej [Chrestomathie des niedersorbischen Schrifttums]. 3 Bände. Volk und Wissen, Berlin 1956 und 1957; 2. Auflage: Domowina, Budyšyn 1982.
- Bruno Lewin: Japanische Chrestomathie. Von der Nara-Zeit bis zur Edo-Zeit. 2 Bände. Harrassowitz, Wiesbaden 1965.
- Mencken, H. L., A Mencken Chrestomathy, New York: Alfred P. Knopf, 1949
- Zamenhof, L. L., Fundamenta Krestomatio de la Lingvo Esperanto, Paris: Hachette, 1903
- Inocêncio Francisco da Silva, Crestomatia portuguesa oferecida à mocidade estudiosa, Typ. de José Manuel Mendes, Lisboa, 1850
- Edward Ullendorff, A Tigrinya Chrestomathy, Stuttgart: Steiner Werlag Wiesbaden GmbH, 1985.
- Bilingual Greek-Latin Grammar, by Georgios Dimitriou, 1785, conté anotacions personals, epístoles i maximes, així com biografies d'homes notables.[2]